# Spooked (Fear Itself)
"Spooked" és el segon episodi de la sèrie d’antologia de terror de la NBC Fear Itself.

## Argument
Eric Roberts interpreta a Harry Siegal, un detective de la policia que intenta localitzar un nen segrestat. En Harry troba en Rory, l'home que creu que és el responsable i li treu una confessió brutalment. Aviat es fa evident que aquest no és un comportament inusual per a en Harry; creu que els seus mètodes estan justificats en la recerca d'un bé més gran. En Rory demana per la seva vida, sobretot després que en Harry li talli la gola. Rory finalment confessa, després es desmaia. En Harry localitza el nen en un armari. A fora, Rory està sent carregat a una ambulància. En Harry no té remordiments pel que ha fet a en Rory per tal d'aconseguir la confessió. Sabent que morirà, en Rory adverteix en Harry que mai deixarà que Harry ho oblidi, abans de morir finalment. Harry és condemnat a 100 hores de treball comunitari, és acomiadat de la policia i perd la seva pensió.
Quinze anys després, en Harry és un detective privat d'èxit, que treballa amb James (Larry Gilliard Jr.). En Harry s'acosta una dona anomenada Meredith (Cynthia Watros), que vol que Harry espi el seu marit, que creu que l'està enganyant. En Harry accepta i instal·la el seu equip a l'edifici abandonat davant de la casa de la Meredith, amb James vigilant des d'una furgoneta de vigilància al carrer. A mesura que cau la nit, en Harry comença a detectar signes de vida a l'edifici: llums s'encenen, formes que es mouen, fins i tot nens mirant la televisió. El problema és que només en Harry sembla ser capaç de veure aquestes coses; James només veu foscor a la casa. Després d'una altra nit dels mateixos esdeveniments fantasmagòrics en la que en Harry afirma que la casa està embruixada James es rendeix i se'n va. En Harry entra a la casa que ha estat vigilant, però la troba buida, amb els cartells "EN VENDA" per tot arreu.
A l'edifici abandonat, en Harry es troba amb Rory, que persegueix en Harry i diu que no es mereixia ser assassinat. En Harry té una al·lucinació: veu dos nens mirant la televisió, un dels quals ensenya una pistola al seu germà, però l'arma dispara i el mata. En Harry acaba de reviure la seva infantesa, en la qual accidentalment va disparar i va matar el seu germà. Aleshores veiem el jove Harry i el seu pare enterrant el nen al seu pati, encobrint l'accident.
Un Harry enfurismat torna al present i suposa que la Meredith deu haver-ho preparat. S'enfronta a Meredith qui revela que Rory era el seu germà; tot l'assumpte va ser la seva venjança contra en Harry. Apunta la seva arma a en Harry, que l'agafa i l'apunta a ella. La Meredith demana a Harry que la mati. Però en Harry diu que realment lamenta les seves accions al llarg dels anys i decideix començar de nou. Aleshores James irromp a l'habitació. La Meredith crida "Ajuda'm!" i James dispara accidentalment en Harry. James protesta que va ser un accident, mentre que Harry mor, finalment en pau.

## Repartiment
- Eric Roberts com Harry Siegal/Harry Bender
- Cynthia Watros com Meredith Kane
- Jack Noseworthy com Rory
- Larry Gilliard Jr. com James
- Liam James com Harry Jove
- Jake Church com Max
- Tom Edwards com a Pare d'Harry

## Recepció
Els mitjans de terror Dread Central i Bloody Disgusting van analitzar l'episodi, tots dos criticant-lo com a previsible, una opinió compartida pel revisor de Slant. The A. V. Club va assenyalar que l'episodi era millor que l'anterior, però que, si bé l'actuació de Roberts va fer que el primer acte de "Spooked" entretingués, tot va portar a "un udol d'un final que es va telegrafiar des de la primera aparició de Gilliard a pantalla." El ressenyador de Den of Geek  va ser més favorable, i va escriure que "Tot i que encara no era brillant (vaig veure que el final venia des d'una milla de distància), aquest va ser un gran pas en termes de nivell d'espant i nivell de vessament de sang respecte a l'assentament de debut de la setmana passada."